# السيدة الأولى لكوريا الجنوبية
السيدة الأولى لجمهورية كوريا (يشار إليها بشكل غير رسمي باسم فلوسك أو فلوترك) تعرف أيضا باسم السيدة الأولى لكوريا الجنوبية، هي زوجة رئيس كوريا الجنوبية. بينما يطلق على زوجة رئيس وزراء كوريا الجنوبية اسم السيدة الثانية.
خلال فترة حكم الرئيس باك تشونغ هي، تولت ابنته بارك غن هي مهام السيدة الأولى بعد والدتها السيدة يوك يونغ سو. لم تتزوج الرئيس بارك غن هي أثناء فترة حكمها لذلك يبقى منصب رجل كوريا الأول خاليا حتى الآن.
تشغل السيدة كيم كون هي منصب سيدة كوريا الجنوبية الحالية منذ 10 مايو 2022.

## قائمة السيدات الأولى لكوريا الجنوبية
| I# | A# | الصورة                              | الاسم                                                                                          | المنصب                            | العمر في بداية المنصب | الرئيس (الزوج، ما لم ينص على غير ذلك) |
| -- | -- | ----------------------------------- | ---------------------------------------------------------------------------------------------- | --------------------------------- | --------------------- | ------------------------------------- |
| 1  | 1  |                                     | فرانشيسكا دونر (프란체스카 도너) بلد الميلاد: النمسا يونيو 15، 1900 – مارس 19، 1992 (العمر 91) | أغسطس 15، 1948 – أبريل 26، 1960   | 48 سنوات و61 أيام     | إي سنغ مان متزوج أكتوبر 8، 1934       |
| 1  | 2  |                                     | فرانشيسكا دونر (프란체스카 도너) بلد الميلاد: النمسا يونيو 15، 1900 – مارس 19، 1992 (العمر 91) | أغسطس 15، 1948 – أبريل 26، 1960   | 48 سنوات و61 أيام     | إي سنغ مان متزوج أكتوبر 8، 1934       |
| 1  | 3  |                                     | فرانشيسكا دونر (프란체스카 도너) بلد الميلاد: النمسا يونيو 15، 1900 – مارس 19، 1992 (العمر 91) | أغسطس 15، 1948 – أبريل 26، 1960   | 48 سنوات و61 أيام     | إي سنغ مان متزوج أكتوبر 8، 1934       |
| 2  | 4  |                                     | غونغ ديوك غوي (공덕귀 / 孔德貴) أبريل 21، 1911 – نوفمبر 24، 1997 (العمر 86)                    | أغسطس 13، 1960 – مارس 23، 1962    | 49 سنوات و114 أيام    | ين بو سون متزوج يناير 6، 1949         |
| 3  | 5  |                                     | يوك يونغ سو (육영수 / 陸英修) نوفمبر 29، 1925 – أغسطس 15، 1974 (العمر 48)                      | ديسمبر 17، 1963 – أغسطس 15، 1974  | 38 سنوات و18 أيام     | باك تشونغ هي متزوج ديسمبر 12، 1950    |
| 3  | 6  |                                     | يوك يونغ سو (육영수 / 陸英修) نوفمبر 29، 1925 – أغسطس 15، 1974 (العمر 48)                      | ديسمبر 17، 1963 – أغسطس 15، 1974  | 38 سنوات و18 أيام     | باك تشونغ هي متزوج ديسمبر 12، 1950    |
| 3  | 7  |                                     | يوك يونغ سو (육영수 / 陸英修) نوفمبر 29، 1925 – أغسطس 15، 1974 (العمر 48)                      | ديسمبر 17، 1963 – أغسطس 15، 1974  | 38 سنوات و18 أيام     | باك تشونغ هي متزوج ديسمبر 12، 1950    |
| 3  | 8  |                                     | يوك يونغ سو (육영수 / 陸英修) نوفمبر 29، 1925 – أغسطس 15، 1974 (العمر 48)                      | ديسمبر 17، 1963 – أغسطس 15، 1974  | 38 سنوات و18 أيام     | باك تشونغ هي متزوج ديسمبر 12، 1950    |
| 3  |    | باك غن هي (박근혜 / 朴槿惠) ولدت في | أغسطس 16، 1974 – أكتوبر 26، 1979                                                               | 23 سنوات و195 أيام                | باك تشونغ هي (بنت)    |                                       |
| 3  | 9  | باك غن هي (박근혜 / 朴槿惠) ولدت في | أغسطس 16، 1974 – أكتوبر 26، 1979                                                               | 23 سنوات و195 أيام                | باك تشونغ هي (بنت)    |                                       |
| 4  | 10 |                                     | هونغ غي (홍기 / 洪基) مارس 3، 1916 – يوليو 20، 2004 (العمر 88)                                 | December 6, 1979 – أغسطس 15، 1980 | 63 سنوات و278 أيام    | تشوي كيو ها متزوج 1935                |
| 5  | 11 |                                     | لي سون-جا (이순자 / 李順子) ولدت                                                               | سبتمبر 1، 1980 – فبراير 24، 1988  | 41 سنوات و161 أيام    | تشون دو هوان متزوج 1958               |
| 5  | 12 |                                     | لي سون-جا (이순자 / 李順子) ولدت                                                               | سبتمبر 1، 1980 – فبراير 24، 1988  | 41 سنوات و161 أيام    | تشون دو هوان متزوج 1958               |
| 6  | 13 |                                     | كيم أوك سوك (김옥숙 / 金玉淑) ولدت في                                                          | فبراير 25، 1988 – فبراير 24، 1993 | 52 سنوات و198 أيام    | روو تاي وو متزوج 1959                 |
| 7  | 14 |                                     | سون ميونغ سن (손명순 / 孫命順) ولدت                                                            | فبراير 25، 1993 – فبراير 24، 1998 | 64 سنوات و40 أيام     | كم يونغ سام متزوج 1951                |
| 8  | 15 |                                     | لي هوي-حو (이희호 / 李姬鎬) سبتمبر 21، 1922 – يونيو 10، 2019 (العمر 96)                        | فبراير 25، 1998 – فبراير 24، 2003 | 75 سنوات و157 أيام    | كم داي جنغ متزوج 1962                 |
| 9  | 16 |                                     | كوون يانغ سوك (권양숙 / 權良淑) ولدت                                                           | فبراير 25، 2003 – فبراير 24، 2008 | 55 سنوات و23 أيام     | روه مو هيون متزوج 1973                |
| 10 | 17 |                                     | كيم بون اوك (김윤옥 / 金潤玉) ولدت في                                                          | فبراير 25، 2008 – فبراير 24، 2013 | 60 سنوات و336 أيام    | إي ميونغ باك متزوج ديسمبر 19، 1970    |
| 11 | 18 | لا يوجد                             | لا يوجد                                                                                        | لا يوجد                           | لا يوجد               | لا يوجد                               |
| 12 | 19 |                                     | كيم جونغ سوك (김정숙 / 金正淑) ولدت                                                            | مايو 10، 2017 – مايو 9، 2022      | 61 سنوات و176 أيام    | مون جاي إن متزوج 1981                 |

## وصلات خارجية
- لي هي-هو: سيدة كوريا الجنوبية الأولى السابقة، توفيت عن عمر 96.
- السيدة الأولى في كوريا الجنوبية تتجول في مرافق كوريا الشمالية.